# Giải của Hội phê bình phim online cho phim ngoại ngữ hay nhất
Giải của Hội phê bình phim online cho phim ngoại ngữ hay nhất là một trong các giải của Hội phê bình phim online dành cho một phim không nói tiếng Anh, được bầu chọn là hay nhất trong năm.
Dưới đây là danh sách các phim đoạt giải:

### Thập niên 1990
| Năm  | Tên tiếng Anh     | Tên gốc         | Nước     | Đạo diễn        |
| ---- | ----------------- | --------------- | -------- | --------------- |
| 1997 | Shall We Dance?   | Shall We Dansu? | Nhật Bản | Masayuki Suo    |
| 1998 | Life Is Beautiful | La vita è bella | Ý        | Roberto Benigni |
| 1999 | Run Lola Run      | Lola rennt      | Đức      | Tom Tykwer      |

### Thập niên 2000
| Năm  | Tên tiếng Anh                     | Tên gốc                             | Nước                 | Đạo diễn            |
| ---- | --------------------------------- | ----------------------------------- | -------------------- | ------------------- |
| 2000 | Crouching Tiger, Hidden Dragon    | Wo hu cang long                     | Đài Loan             | Ang Lee             |
| 2001 | Amélie                            | Le fabuleux destin d'Amélie Poulain | Pháp/Đức             | Jean-Pierre Jeunet  |
| 2002 | And Your Mother Too               | Y tu mamá también                   | México               | Alfonso Cuarón      |
| 2003 | City of God                       | Cidade de Deus                      | Brasil               | Fernando Meirelles  |
| 2004 | Hero                              | Ying xiong                          | Trung quốc/Hồng Kông | Zhang Yimou         |
| 2005 | Downfall                          | Der Untergang                       | Đức                  | Oliver Hirschbiegel |
| 2006 | Pan's Labyrinth                   | El laberinto del fauno              | México               | Guillermo Del Toro  |
| 2007 | The Diving Bell and the Butterfly | Le scaphandre et le papillon        | Pháp/Hoa Kỳ          | Julian Schnabel     |
| 2008 | Let the Right One In              | Låt den rätte komma in              | Thụy Điển            | Tomas Alfredson     |

Bản mẫu:Online Film Critics Society Awards